# Urawa-shuku

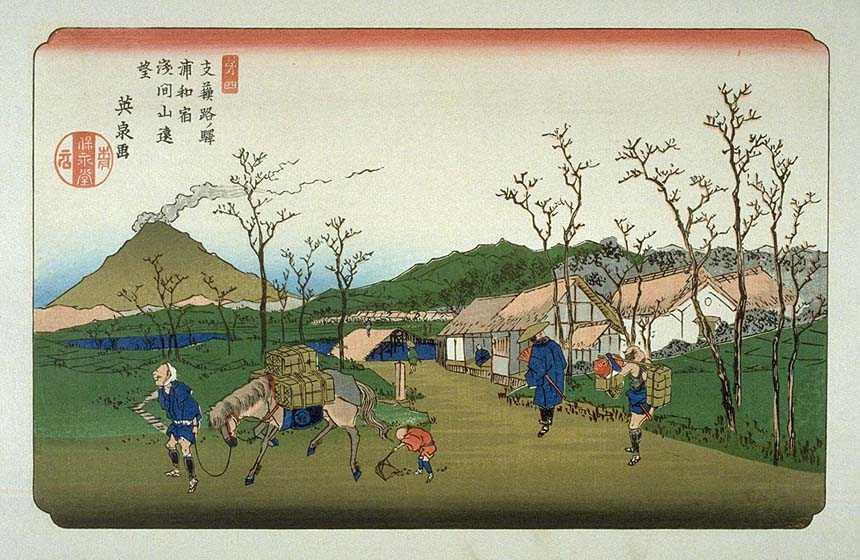
Urawa-shuku, estampe de Keisai Eisen de la série Les Soixante-neuf Stations du Kiso Kaidō.

Urawa-shuku (浦和宿, Urawa-shuku) était la troisième des soixante-neuf stations du Nakasendō. Elle est située à Urawa dans la ville moderne de Saitama, préfecture de Saitama au Japon. Les ruines en pierre se trouvent à 300 m du sanctuaire Tsuki (調神社, Tsuki jinja). Un marché aux puces s'y tient à présent le quatrième samedi de chaque mois dans le sanctuaire Tsuki d'Urawa.

## Stations voisines
Nakasendō
Warabi-shuku – Urawa-shuku – Ōmiya-shuku